# دیروز (ترانه بیتلز)
دیروز (به انگلیسی: Yesterday) یک ترانه پاپ در آلبوم کمک! (Help!) می‌باشد که توسط گروه موسیقی بیتلز در سال ۱۹۶۵ ساخته شده‌است. طبق کتاب رکوردهای گینس این ترانه با ۳۰۰۰ کاور متفاوت، بیشتر از هر ترانه دیگری در طول تاریخ توسط خوانندگان و ارکسترهای کوچک و بزرگ نقاط مختلف دنیا اجرا شده و همچنان محبوبیت خود را حفظ کرده‌است. شرکت ای‌ام‌آی رکوردز (EMI) اعلام داشته که این ترانه بیش از هفت میلیون بار، فقط در طول قرن بیستم اجرا شده‌است.
دیروز آواز تک‌نفرهٔ غمناکی است در سوگ جدایی و نخستین ترانه رسمی گروه بیتلز که با اتکا بر
اجرای تنها یکی از اعضای گروه ارائه شد. پل مک‌کارتنی خالق این ترانه، به همراه یک ارکستر چهارنفره سازهای زهی، بدون همراهی دیگر اعضای گروه به اجرای آن پرداخته‌است.
همچنین این آهنگ توسط فرهاد مهراد نیز به اجرا درآمده است.
مجله رولینگ استون در سال ۲۰۰۴ و در معرفی ۵۰۰ آهنگ برتر تمام دوران، رتبهٔ سیزدهم را به «دیروز» اختصاص داد.